# Buethobius oabitus
Buethobius oabitus är en mångfotingart som beskrevs av Chamberlin 1911. Buethobius oabitus ingår i släktet Buethobius och familjen fåögonkrypare. Inga underarter finns listade i Catalogue of Life.